# ديفيد بارتليت (سياسي)
ديفيد بارتليت هو محامي وسياسي أمريكي، ولد في 23 أكتوبر 1855 في مين في الولايات المتحدة، وتوفي في 16 أكتوبر 1913. نشط حزبياً في الحزب الجمهوري. وقد انتخب نائب حاكم شمال داكوتا ‏.